# Leichtathletik-Länderkampf der Frauen 1983 BR Deutschland – Bulgarien
| 6. Leichtathletik-Länderkampf mit bundesdeutscher Beteiligung 1983 | 6. Leichtathletik-Länderkampf mit bundesdeutscher Beteiligung 1983 |
| ------------------------------------------------------------------ | ------------------------------------------------------------------ |
|                                                                    |                                                                    |
| Ländervergleich der Frauen: BR Deutschland – Bulgarien             |                                                                    |
| Austragungsort                                                     | Lage                                                               |
| Wettbewerbe                                                        | 14                                                                 |
| Datum                                                              | 14. Juni                                                           |
| 1. BGR 2. FRG                                                      | 73 P 72 P                                                          |
| Chronik                                                            |                                                                    |
| ← ITA-FRG/FRG-POL (M)                                              | FRA-FRG-BEL Geher (F) →                                            |

Den sechsten Vergleich des Länderkampfjahres 1983 trugen die bundesdeutschen Frauen am 14. Juni im westfälischen Lage gegen Bulgarien aus. Gegen diesen Gegner hatte es zuvor drei Begegnungen gegeben, die 1976, 1981 und im Vorjahr stattgefunden hatten. 1976 waren auch die Sportlerinnen aus der Sowjetunion und 1982 Vertreterinnen aus Jugoslawien beteiligt gewesen. Die ersten beiden Begegnungen hatte die Bundesrepublik für sich entschieden, im Vorjahr hatte Bulgarien vorne gelegen.

## Modus
Auf dem Programm stand neben den bei Frauenländerkämpfen üblichen dreizehn Disziplinen, die den olympischen Wettbewerbskatalog komplett abdeckten, ein weiteres Rennen über 400 Meter Hürden, ein Wettbewerb, der 1984 in den olympischen Katalog für Frauen aufgenommen wurde. Am Start waren wie üblich zwei Teilnehmerinnen je Land und Wettbewerb. Die Wertung erfolgte nach dem Standardsystem.

## Ergebnis
Enger als in dieser Begegnung kann es in einem Länderkampf kaum zugehen. In den Einzelläufen lagen die Bulgarinnen bei drei Doppelerfolgen vier Mal vorn, während die bundesdeutschen Athletinnen auf drei Disziplingewinne ohne Doppelerfolg kamen. Die Siege in den beiden Staffeln wurden geteilt. Die beiden Sprungwettbewerbe gingen an die Bundesrepublik, beide mit Doppelerfolgen. Im Bereich Wurf/Stoß entschied Bulgarien zwei Disziplinen für sich, die Bundesrepublik verbuchte hier den Speerwurf für sich. Beide Teams erreichten in dieser Kategorie jeweils einen Doppelerfolg. In der Endabrechnung mussten sich die bundesdeutschen Vertreterinnen ihren bulgarischen Kontrahentinnen mit 72 zu 73 Punkten geschlagen geben.

## Legende
Kurze Übersicht zur Bedeutung der Symbolik – so üblicherweise auch in sonstigen Veröffentlichungen verwendet:
| DNF | nicht im Ziel (did not finish) |

## Resultate

### 100 m
| Platz | Athletin            | Land | Zeit (s) |
| ----- | ------------------- | ---- | -------- |
| 1     | Anelija Nunewa      | BGR  | 11,19    |
| 2     | Nadeschda Georgiewa | BGR  | 11,24    |
| 3     | Elke Vollmer        | FRG  | 11,50    |
| 4     | Michaela Schabinger | FRG  | 11,65    |

Wind: +2,9 m/s

### 200 m
| Platz | Athletin            | Land | Zeit (s) |
| ----- | ------------------- | ---- | -------- |
| 1     | Nadeschda Georgiewa | BGR  | 23,02    |
| 2     | Galina Penkowa      | BGR  | 23,54    |
| 3     | Sabine Klösters     | FRG  | 23,76    |
| 4     | Michaela Schabinger | FRG  | 23,91    |

Wind: +1,1 m/s

### 400 m
| Platz | Athletin             | Land | Zeit (s) |
| ----- | -------------------- | ---- | -------- |
| 1     | Gaby Bußmann         | FRG  | 51,46    |
| 2     | Jordanka Stojanowa   | BGR  | 51,85    |
| 3     | Swobodka Damjanowa   | BGR  | 53,61    |
| DNF   | Christiane Brinkmann | FRG  |          |

### 800 m
| Platz | Athletin           | Land | Zeit (min) |
| ----- | ------------------ | ---- | ---------- |
| 1     | Margrit Klinger    | FRG  | 1:59,28    |
| 2     | Janka Donewa       | BGR  | 2:02,37    |
| 3     | Petra Kleinbrahm   | FRG  | 2:04,08    |
| 4     | Rossiza Dantschewa | BGR  | 2:05,17    |

### 1500 m
| Platz | Athletin        | Land | Zeit (min) |
| ----- | --------------- | ---- | ---------- |
| 1     | Totka Petrowa   | BGR  | 4:04,38    |
| 2     | Brigitte Kraus  | FRG  | 4:06,51    |
| 3     | Martina Krott   | FRG  | 4:07,00    |
| 4     | Radka Dimitrowa | BGR  | 4:12,71    |

### 100 m Hürden
| Platz | Athletin           | Land | Zeit (s) |
| ----- | ------------------ | ---- | -------- |
| 1     | Ginka Sagortschewa | BGR  | 12,68    |
| 2     | Jordanka Donkowa   | BGR  | 12,76    |
| 3     | Ulrike Denk        | FRG  | 13,18    |
| 4     | Heike Filsinger    | FRG  | 13,41    |

Wind: +0,4 m/s

### 400 m Hürden
| Platz | Athletin           | Land | Zeit (s) |
| ----- | ------------------ | ---- | -------- |
| 1     | Mary Wagner        | FRG  | 55,82    |
| 2     | Nadeshda Assenowa  | BGR  | 56,40    |
| 3     | Angela Wilhelm     | FRG  | 59,24    |
| 4     | Temenuga Georgiewa | BGR  | 61,58    |

### 4 × 100 m Staffel
| Platz | Besetzung      | Land                                                                   | Zeit (s) |
| ----- | -------------- | ---------------------------------------------------------------------- | -------- |
| 1     | Bulgarien      | Ginka Sagortschewa Anelija Nunewa Nadeschda Georgiewa Jordanka Donkowa | 42,92    |
| 2     | BR Deutschland | Sabine Klösters Elke Vollmer Ute Thimm Michaela Schabinger             | 43,79    |

### 4 × 400 m Staffel
| Platz | Besetzung      | Land                                                               | Zeit (min) |
| ----- | -------------- | ------------------------------------------------------------------ | ---------- |
| 1     | BR Deutschland | Mary Wagner Ute Thimm Gisela Gottwald Gaby Bußmann                 | 3:29,25    |
| 2     | Bulgarien      | Swobodka Damjanowa Totka Petrowa Jordanka Stamenowa Galina Penkowa | 3:32,33    |

### Hochsprung
| Platz | Athletin          | Land | Höhe (m) |
| ----- | ----------------- | ---- | -------- |
| 1     | Ulrike Meyfarth   | FRG  | 1,89     |
| 2     | Anne Heitmann     | FRG  | 1,83     |
| 3     | Swetlana Issajewa | BGR  | 1,80     |
| 4     | Silvia Wassilewa  | BGR  | 1,75     |

### Weitsprung
| Platz | Athletin          | Land | Weite (m) |
| ----- | ----------------- | ---- | --------- |
| 1     | Anke Weigt        | FRG  | 6,46      |
| 2     | Christina Sussiek | FRG  | 6,35      |
| 3     | Zesa Todorowa     | BGR  | 6,08      |
| 4     | Swetlana Issajewa | BGR  | 5,42      |

### Kugelstoßen
| Platz | Athletin           | Land | Weite (m) |
| ----- | ------------------ | ---- | --------- |
| 1     | Swetla Iwanowa     | BGR  | 18,50     |
| 2     | Birgit Petsch      | FRG  | 16,35     |
| 3     | Andrea Röddecke    | FRG  | 12,40     |
| 4     | Zwetanka Christowa | BGR  | 11,69     |

### Diskuswurf
| Platz | Athletin        | Land | Weite (m) |
| ----- | --------------- | ---- | --------- |
| 1     | Marija Petkowa  | BGR  | 68,10     |
| 2     | Swetla Iwanowa  | BGR  | 65,42     |
| 3     | Dagmar Galler   | FRG  | 55,68     |
| 4     | Andrea Röddecke | FRG  | 55,60     |

### Speerwurf
| Platz | Athletin           | Land | Weite (m) |
| ----- | ------------------ | ---- | --------- |
| 1     | Eva Helmschmidt    | FRG  | 65,20     |
| 2     | Beate Peters       | FRG  | 64,78     |
| 3     | Antoaneta Todorowa | BGR  | 64,00     |
| 4     | Swetla Iwanowa     | BGR  | 43,48     |